# Karlevistenen

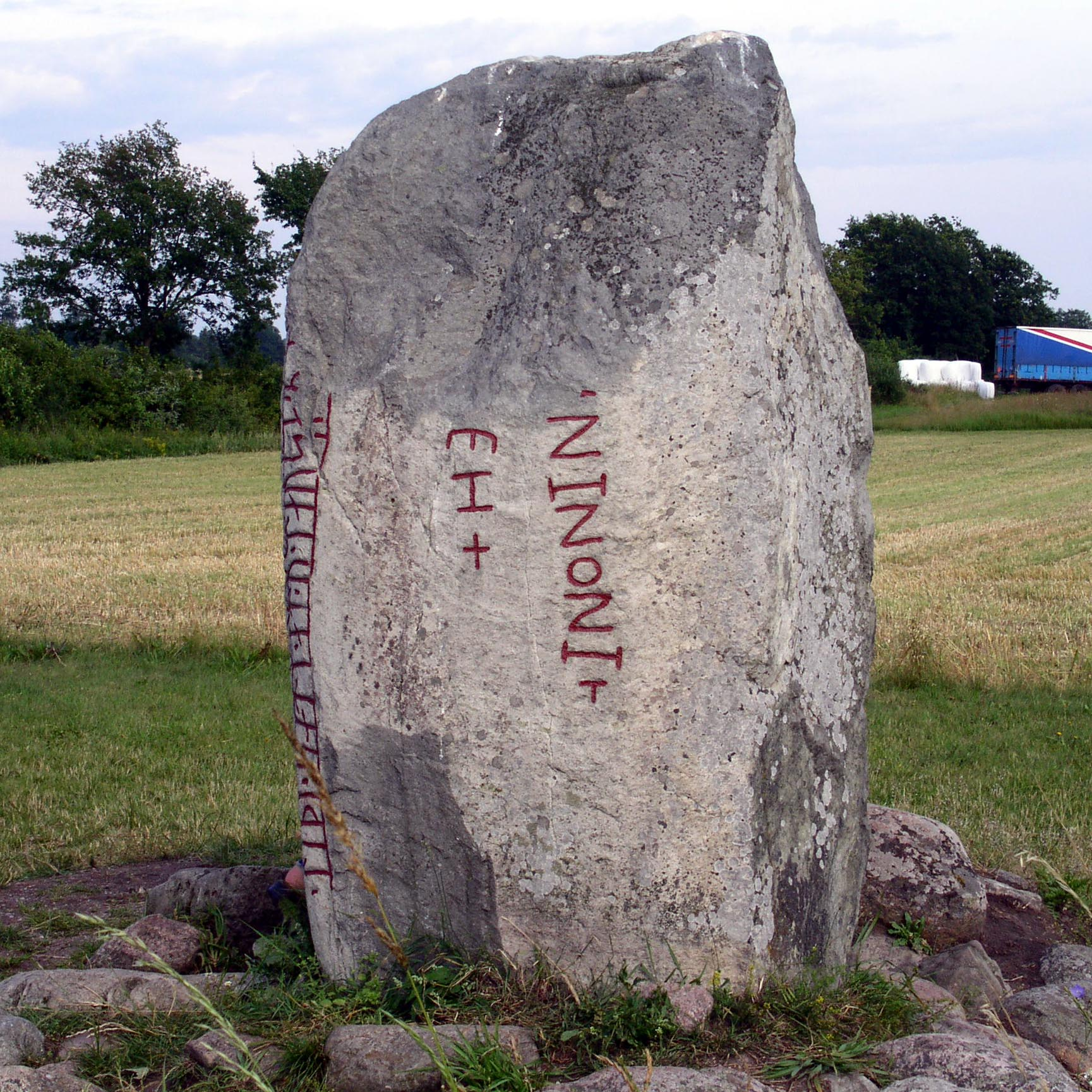
Stenens baksida

Karlevistenen, med signum Öl 1, är Ölands äldsta och en av Sveriges märkligaste runstenar. Den står på en åker i Karlevi bys sjömarker i Vickleby socken och nära Kalmarsund.
Stenen är ett 130 centimeter högt flyttblock av grå kvartsporfyr, troligen från trakten väster om Oskarshamn. Den är rest omkring år 1000, troligen i slutet av 900-talet, efter en dansk hövding, Sibbe den gode eller Sibbe den vise, Foldars son. Stenen står på sin ursprungliga plats och av en teckning från 1600-talet framgår att den stått mellan två nu bortodlade gravhögar. Enligt inskriften har den döde blivit gravsatt i den ena av dem. Att stenen står avlägset på en öde strand tyder på att Sibbe avlidit på färd förbi och höglagts på landbacken av sitt följe. Vissa menar att stenen blivit rest av daner som varit på hemväg efter att ha deltagit i slaget vid Fyrisvallarna utanför Uppsala kring år 985. Söderberg kommer fram till resultatet att inskriften tillhör slutet av 1000-talet; stenen är rest till minne av en dansk hövding som blivit höglagd invid stenen; och inskriften är inhuggen av en norsk skald, som befann sig i den danske hövdingens följe.

## Inskriften
Translitterering av runraden:
§A + s-a... --(s)- i(a)s · satr · aiftir · si(b)(a) · kuþa · sun · fultars · in hons ·· liþi · sati · at · u · -ausa-þ-... +: fulkin : likr : hins : fulkþu : flaistr (:)· uisi · þat · maistar · taiþir : tulka · þruþar : traukr : i : þaimsi · huki · munat : raiþ:uiþur : raþa : ruk:starkr · i · tanmarku : --ntils : iarmun··kruntar : urkrontari : lonti 
§B {÷ IN| |NONIN- ¶ + HE... ...}
Normalisering till runsvenska:
§A S[t]æ[inn] [sa]s[i] es sattr æftiʀ Sibba Goða/Guða, sun Fuldars, en hans liði satti at ... ... Fulginn liggʀ hinns fylgðu, flæstr vissi þat, mæstaʀ dæðiʀ dolga Þruðaʀ draugʀ i þæimsi haugi; munat Ræið-Viðurr raða rogstarkʀ i Danmarku [Æ]ndils iarmungrundaʀ uʀgrandaʀi landi. 
§B {In nomin[e](?) Ie[su](?) ...}
Översättning till nusvenska:
Sten denne blev satt efter Sibbe den vise, Foldars son, men hans följe satte vid ön ... En hjälte, vars bana, såsom var man visste, utmärktes genom de största bedrifter, ligger gömd i denna gravhög. En dygdigare, stridsmäktig sjöhjälte ska aldrig komma att råda över land i danska riket.
Inskriften består av en kortare del på prosa som namnger hövdingen: "Denna sten blev satt efter Sibbe [den] gode, Foldars son, men hans följe satte på ön [detta minnesmärke]". Sedan finns en längre del i form av en konstfull skaldestrof:
Folginn liggr hinn’s fylgðu
—flęstr vissi þat—męstar
dǽðir dolga Þrúðar
draugr í þęimsi haugi
mun-at Ręið-Viðurr ráða
róg-starkr í Danmǫrku
Ęndils jǫrmungrundar
ørgrandari landi.
som i översättning lyder: "Dold ligger den som de största dåd följde, det visste de flesta, 'stridernas Truds arbetare' i denna hög. Ej skall en rättrådigare, kampstark 'Vagn-Vidur' på sjökonungens väldiga mark råda över land i Danmark."
Skaldedikten är skriven på versmåttet dróttkvætt och dikten på Karlevistenen är tillsammans med Sigtunadosan och runinskrifterna från Bryggen i Bergen en av få skaldestrofer på detta versmått som bevarats i original. I dikten finns flera kenningar. Trud är namnet på en gudinna, och "stridernas Truds arbetare" betyder hövding eller härförare. Vidur är ett av Odens namn, som här används om den döde hövdingen, och den vagn man färdas på är skeppet. Vagn-Vidur ska alltså tolkas som skeppshövding. "Sjökonungens väldiga mark" är havet.
Under runinskrifterna finns på stenen en kort medeltida inskrift med okänd innebörd: (NINONI+ EH + ). Möjligen kan detta betyda "i Jesu namn".[källa behövs]